# فاوره
شهر فاوره (به رومانیایی: Făurei) در شهرستان برئیلا در کشور رومانی واقع شده‌است. جمعیت این شهر ۴٬۶۲۶ نفر  است.